# Antoine Sylvain Avy
Pour les articles homonymes, voir Avy.
Antoine Sylvain Avy, né le 25 mai 1776 à Cressier et tué à l'ennemi le 13 janvier 1814 à Merksem, est un général neuchâtelois de la Révolution et de l’Empire.

## Biographie
Engagé volontaire en 1793, il sert d'abord dans l'armée d'Italie jusqu'au 22 août 1802, époque où il est admis au traitement de réforme. Ayant repris du service le 30 mars 1807, en qualité de capitaine aide de camp du général Jean-Baptiste Drouet d'Erlon, chef de l'état-major des troupes, qui, sous le maréchal Lefebvre faisaient en 1807 le siège de Dantzig. Dans la nuit du 6 au 7 mai 1807, il participe à la prise de l'île de Holm, en mer Baltique et y combat avec intrépidité contre les russes. En 1809, il est fait adjudant-commandant. Il participe aux campagnes d'Allemagne et d'Espagne. 
Promu général de brigade le 19 mai 1811, Avy participe en 1812 à la campagne de la Grande Armée, puis à celle d'Allemagne jusqu'au 29 novembre 1813. En 1814, il est au 1er corps d'armée qui est chargé de défendre la Hollande contre les entreprises anglaises. Il prend une part très active aux combats que la division a à soutenir à Merksem, le 13 janvier 1814, lors du siège d'Anvers, contre toute l'armée anglaise, forte de 12 000 hommes et y est tué ce même jour.

### Vie familiale
Antoine Sylvain est le fils du légitime mariage, béni en 1774 de François Avy (fils de Joseph Avy et Madeleine Marras d'Arles en Provence) et Louise Berthoud de Neuchâtel.

## État de service
- Volontaire en 1793 ;
- Caporal en septembre 1794 ;
- Sergent en novembre 1794 ;
- Sous-lieutenant le 13 mars 1795 ;
- Lieutenant le 2 février 1799 ;
- Capitaine le 30 septembre 1799 avec effet rétroactif au 5 octobre 1797 ;
- Chef d'escadron le 10 mai 1807 ;
- Adjudant-commandant le 17 juillet 1808 ;
- Général de brigade le 19 mai 1811 ;
- Affecté à l'armée du Midi du 7 juin 1811 à septembre 1811 ;
- Commandant de la 2e brigade de la 1re division de réserve de l'armée du Midi de septembre 1811 au 1er novembre 1811 ;
- Commandant de la 2e brigade de la division de réserve de l'armée du Midi du 1er novembre 1811 au 7 février 1812 ;
- Commandant de la cavalerie légère de l'armée du Centre de mars 1813 au 16 juillet 1813 ;
- Commandant de la 3e brigade de la 2e division de cavalerie de l'armée des Pyrénées du 16 juillet 1813 au 1er septembre 1813 ;
- Mis en congé le 1er septembre 1813 ;
- Affecté à la 2e division du 1er corps de l'armée du Nord du 3 décembre 1813 au 13 janvier 1814.

## Décorations
- Chevalier de la Légion d'honneur le 11 juillet 1807 ;
- Chevalier de l'Ordre du mérite militaire de Charles-Frédéric de Bade.

## Titres
- Baron de l'Empire par lettres patentes du 9 janvier 1810.

## Hommages, honneurs, mentions…
- Le nom du général est inscrit sur les tables de bronze du palais de Versailles.

## Armoiries
| Figure | Blasonnement |
|        | Armes du baron Avy et de l'Empire Coupé : au 1, parti d'argent, à la tour de sable et du quartier des Barons militaires de l'Empire ; au 2, d'azur, au lion léopardé d'or. Sur le tout fascé d'or et de gueules., |